# Pinsec
Pinsec est une localité suisse de la commune d'Anniviers, dans le canton du Valais.
Avant la fusion entre les villages de la vallée de 2009, le village faisait partie de la commune de Saint-Jean.

## Géographie
Pinsec est un village du val d'Anniviers, situé à environ 20 km de Sierre.

## Toponymie
Le nom « Pinsec » est probablement une altération de « Pinchec ». Ce terme désigne la limite des pins, qui laissent place aux mélèzes, sapins et arolles au-dessus de Pinsec.

## Histoire
L'histoire du village de Pinsec est similaire à celle du val d'Anniviers. De 1476 à 1798, Pinsec dépend d'un vidame se trouvant à Vissoie, dépendant lui du diocèse de Sion.

## Population et société

### Gentilé et surnom
Les habitants se nomment les Pinsecois, les Pinchacis (prononcer pin-cha-ki)[réf. nécessaire] ou les Pinsayards[réf. nécessaire].
Ils sont surnommés les Féra-Dzenelles, soit ceux qui ferrent les poules en patois valaisan.

## Dans la culture
- 1923 : Visages d'enfants, film de Jacques Feyder
- 1977 : Mademoiselle Rose de Pinsec, film de Jacques Thévoz